# Splitski kotar
Splitski kotar je bio jedan od kotara u austrijskoj carskoj pokrajini Dalmaciji. Prostirao se je 1900. godine na 1889 km2.
Godine 1900. u Splitskome je kotaru živjelo 114.687 stanovnika.